# WKS
WKS, voluit Wolfsburger Kaufhaus Schwerdtfeger (WKS), is een warenhuis in de Duitse Wolfsburg. Het warenhuis is actief sinds 1 oktober 1954.

## Geschiedenis
Op 1 oktober 1954 opende het warenhuis WKS zijn deuren aan de Porschestraße in het centrum van Wolfsburg. Het was destijds het eerste warenhuis in de stad. Naast kleding bestond het assortiment uit cosmetica, zoetwaren, schrijfwaren en speelgoed. 
In 1999 werd het warenhuis overgenomen door Matthias en Barbara Lange. Eind 2017, begin 2018 werd het warenhuis met een oppervlakte van 2.500 m² gerenoveerd. In 2018 werd de speelgoedafdeling gesloten vanwege de concurrentie van het online winkelen.
In 2020, tijdens de Corona-pandemie moest het warenhuis uitstel van betaling aanvragen. In oktober van hetzelde jaar werd het warenhuis gered door een overname. Dit leidde ertoe dat de oppervlakte verkleint werd tot 1.800 m² en het assortiment beperkt werd tot mode, accessoires, bijouterieën, naaigerei en woontextiel.